# Meruzalka zlatá
Meruzalka zlatá (Ribes aureum) je keř z rodu meruzalka. Přirozeně se vyskytuje na západě Severní Ameriky, do střední Evropy byl zavlečen v 19. století jako podnož pro stromkové rybízy a angrešty a jako okrasný keř do parků. Zplaněle roste například u Kroměříže nebo v okolí Orlíku.

## Popis
Keř dorůstá výšky 1 až 3 metry. Vonné žluté květy v řídkých hroznech kvetou od dubna do května a v červenci dozrávají v aromatické fialovočerné bobule bez výrazné chuti. Listy jsou trojlaločné, zelenožluté, na podzim červenají a pak opadávají.